# Heptaradiata rioplatensis
Heptaradiata rioplatensis är en nässeldjursart som beskrevs av Zamponi och Genzano 1989. Heptaradiata rioplatensis ingår i släktet Heptaradiata och familjen Geryoniidae. Inga underarter finns listade i Catalogue of Life.